# Rodolphe de Warsage
Rodolphe de Warsage, de son vrai nom Edmond Schoonbroodt, né en février 1876 à Liège et mort dans la même ville le 27 janvier 1940, est un avocat liégeois et auteur de romans, poésie, contes et pièces de théâtre.

## Biographie
Edmond Schoonbroodt est né En Neuvice en février 1876 d'un père tenant une fabrique de tabac. Il hérite de son grand-père, archiviste de l'État à Liège, une passion pour l'histoire locale. Il étudie à l'université de Liège et décroche son doctorat en droit à 30 ans.
Il prend le nom de Rodolphe en référence à un personnage de Scènes de la vie de bohème et de Warsage comme le village de ses grands-parents.
Il est un des premiers défenseurs du Mouvement wallon et compte parmi les initiateurs des fêtes de la Wallonie. Rodolphe de Warsage sera président du Vieux-Liège et président d'honneur du Royal Caveau liégeois.
Il meurt le 27 janvier 1940 et est enterré au cimetière de Robermont.

## Œuvres

### Pièces de théâtre
- Le Chiendent (1896)
- Marguerite (1896)
- Tout pour l'honneur ! (1897
- Noël de Chattes (1898)
- Parvenu ! (1900)
- Conte Fol (1901)
- Roland Amoureux ! (1902
- Comment Toinon prend les mouches (1904)
- Suzanne (1906)
- La Belle Wallone (1910)
- Les Bas de laine (1907)
- Le Fou du Parc d'Argenteau (1910)
- Le Confetto Brun (1908)
- Roland furieux !
- Le Tour du Monde sans le vouloir
- L'Autre !
- Chouchette et les Apaches
- Lady Smith
- Le Cygne du nord
- Pierrot charcutier
- Le Fossoyeur de Robermont
- Les Six cents Franchimontois

### Romans
- Le Sanglier, Guillaume de La Marck, 1916
  - Réédition 2010 : Les 600 Franchimontois suivi du Sanglier des Ardennes, Liège, Noir Dessin Production, avril 2010 (1re éd. 1916), 230 p. (ISBN 978-2-87351-219-4, présentation en ligne)
- L'Autre Suzanne, 1916
- Une petite bourgeoise, Liége, Imprimerie Bénard, 1916, 95 p.
- Le retour de la petite bourgeoise, Liége, Imprimerie Bénard, 1916, 108 p.
- Les Six cents Franchimontois, 1917
  - Réédition 2010 : Les 600 Franchimontois suivi du Sanglier des Ardennes, Liège, Noir Dessin Production, avril 2010 (1re éd. 1917), 230 p. (ISBN 978-2-87351-219-4, présentation en ligne)
- La Mâle Saint-Martin, 1918
  - Réédition 2017 : La Mâle Saint-Martin : La tragique nuit d'août 1312 à Liège, Liège, Noir Dessin Production, avril 2017 (1re éd. 1918), 144 p. (ISBN 978-2-87351-307-8, présentation en ligne)
- Le Diadème de la reine, 1918
- Aventures nouvelles et merveilleuses du petit Poucet, 1918
- Tchantchès de Roture, 1931
- Mémoires d'un vieux Liégeois (1876-1936), Molinay, 2002 (1re éd. 1936)

### Poésie
- La Chanson de la Meuse, Liège, Impression de La Meuse, 1925, 48 p.

### Folklore et études
- Histoire du célèbre théâtre liégeois de marionnettes, un phénomène folklorique unique, propre au pays de Liège, Bruxelles, G. Van Oest, 1905, 148 p.
- Le Calendrier populaire wallon, Anvers, Albert de Tavernier, 1920
- Liège d'hier et d'autrefois : au gré des souvenirs, Liège, Imp. du Journal de Liège, avril 1927, 64 p.
- Analyse des chartes et privilèges des XXXII bons métiers de la ville, cité et banlieue de Liège, Wetteren, Meester, 1933, 57 p.

### Articles
Rodolphe de Warsage, en tant que membre du Vieux-Liège, contribue au bulletin de l'association à travers de nombreux articles sur l'histoire et le folklore liégeois et wallon :
- « Nos XXXII bons métiers liégeois », Le Vieux-Liège, vol. V, no 5,‎ 1905, p. 67-69 (lire en ligne, consulté le 20 avril 2015)
- « 16 avril 1937. Tri-centenaire de l'assassinat du bourgmestre Sébastien Laruelle », Bulletin de la société royale Le Vieux-Liège, t. II, no 41,‎ 1937, p. 161
- « Histoire de la Légia », Bulletin de la société royale Le Vieux-Liège, t. II, no 43,‎ 1937, p. 193-195 (lire en ligne, consulté le 26 juin 2015)